# La Delivrande War Cemetery
La Delivrande War Cemetery is een Britse militaire begraafplaats met gesneuvelden uit de Tweede Wereldoorlog gelegen in de Franse gemeente Douvres-la-Délivrande (departement Calvados). De begraafplaats ligt 550 m ten zuiden van het centrum van de gemeente (gemeentehuis). Ze heeft een vierkantig grondplan en is omgeven door een haag. De toegang wordt gevormd door een vierkant gebouw met tentdak met aan weerszijden een open ingang met zuiltjes. Het register is daarin ondergebracht. Het Cross of Sacrifice staat achteraan op dezelfde aslijn als de toegang. 
Er liggen 1.125 doden begraven waarvan 100 niet geïdentificeerd konden worden. De begraafplaats wordt door de Commonwealth War Graves Commission onderhouden.

## Geschiedenis
Het geallieerde eindoffensief in West-Europa ging van start met de landing op de stranden van Normandië op 6 juni 1944. La Delivrande War Cemetery ligt vlak bij Sword Beach, het meest oostelijke deel van de landingszone. De meeste graven op deze begraafplaats zijn van soldaten die tijdens de eerste week na de landing sneuvelden. Andere slachtoffers vielen bij de gevechten gedurende de opmars naar Caen. 
Er liggen 944 Commonwealth-doden (waaronder 65 niet geïdentificeerde). Daarvan zijn er 865 Britten, 11 Canadezen en 3 Australiërs. Voor 24 van hen werden Special Memorials opgericht omdat hun graven niet meer gelokaliseerd konden worden.
Er ligt ook 1 Pool. Lucjan Grzestak was een bemanningslid van de "HMS Dragon". Daarnaast liggen ook nog 180 Duitsers waarvan 35 niet meer geïdentificeerd konden worden.

## Graven
- Hier ligt de volledige bemanning van een Stirling Mk IV[2] (transportvliegtuig), plus 20 parachutisten die op 6 juni 1944 boven Dives-sur-Mer werd neergeschoten.

### Onderscheiden militairen
- William Walter Blessing,squadron leader bij de Royal Australian Air Force werd onderscheiden met de Distinguished Service Order en het Distinguished Flying Cross (Verenigd Koninkrijk) (DSO, DFC).
- Frederick Jack Maurice, luitenant-kolonel bij de King's Shropshire Light Infantry werd onderscheiden met de Distinguished Service Order (DSO).
- de majoors Peter Harold Wheelock, Frederick Fitch, David Mallory Brooke, David De Symons Barrow en Reginald Mowlam Tarrant werden onderscheiden met het Military Cross (MC).
- Robert Hendry Craig, sergeant bij de Black Watch (Royal Highlanders) werd onderscheiden met de Distinguished Conduct Medal (DCM).
- sergeant Neil McDougall en schutter Michael Kevin Ryan ontvingen de Military Medal (MM).

### Minderjarige militairen
- Robert Bernard Vinall, schutter bij het 1st Bn. Rifle Brigade en de Duitse soldaat Erich Patschke waren 17 jaar toen ze sneuvelden.